# Super Audio Compact Disc

SACD-Logo

Die Super Audio Compact Disc, kurz SACD oder SA-CD, ist ein Audio-Datenträger und physisch eine spezielle Form der Digital Versatile Disc (DVD), die von Philips und Sony entwickelt wurde.
Die SACD verwendet eine höhere digitale Auflösung des Audiosignals als die Audio-CD und bietet außerdem die Möglichkeit, Mehrkanalton (Raumklang) ohne Datenreduktion zu speichern. Sie wurde als Nachfolger der Audio-CD konzipiert, fand jedoch im Vergleich zu dieser (wie das Konkurrenzformat DVD-Audio) nur geringe Verbreitung.

## Eigenschaften

### Format und Kapazitäten
Die SACD unterscheidet sich in den physischen Abmessungen nicht von der Compact Disc. Dadurch können SACD-Abspielgeräte oftmals auch andere optische Datenträger dieses Formats wiedergeben (zum Beispiel CD-Audio, DVD, Blu-Ray). Dichtere Spuren und die Möglichkeit von bis zu zwei Schichten (siehe Varianten) erlauben bei gleichen Abmessungen die Speicherung von erheblich größeren Datenmengen (4,7 bis 8,5 Gigabyte) als bei einer CD. 
Bezüglich der Schichten (engl. „Layer“) gibt es drei Typen von Super-Audio-CDs:
- Single Layer: enthält eine High-Density-(HD-)Schicht und ist nur auf SACD-Playern abspielbar.
- Dual Layer: enthält eine zweite HD-Schicht für zusätzliche Aufnahmezeit und ist ebenfalls nur auf SACD-Playern abspielbar.
- Hybrid Layer: enthält neben der HD- eine CD-Schicht, die für herkömmliche CD-Spieler lesbar ist

Bei der Hybrid-Disc-Technik werden eine CD- und eine DVD-Schicht (englisch layer) auf die Scheibe aufgebracht. Die DVD-(SACD-)Schicht liegt vom Laser aus gesehen vor derjenigen für die CD; sie ist für Licht mit einer Wellenlänge von 780 nm, das für CD-Abtastung benutzt wird, transparent und reflektiert nur Licht mit einer Wellenlänge von 650 nm, das für DVD-Abtastung genutzt wird. Sie enthält die Audiodaten in SACD-Qualität. Die darunter liegende CD-Schicht enthält die Audiodaten im Format der Audio-CD (16 Bit, 44,1 kHz) und kann von handelsüblichen CD-Spielern ausgelesen werden. Die meisten SACDs wurden in diesem Verfahren hergestellt.

### Codierung der Audiodaten
Auf der SACD liegt das Audiomaterial im Direct-Stream-Digital-(DSD-)Format vor. Dieses unterscheidet sich von der Puls-Code-Modulation-Technik (PCM-Technik) der Audio-CD oder DVD-Audio. Für das Direct-Stream-Digital-Format kommt die sogenannte Delta-Sigma-Modulation zum Einsatz. Die Wortbreite des digitalisierten Audiosignals beträgt hier lediglich 1 Bit, allerdings bei einer Abtastrate von 2,8224 MHz (64×44,1 kHz). Im Gegensatz dazu liegen auf einer herkömmlichen Audio-CD die Audiodaten in Puls-Code-Modulation mit 16 Bit Auflösung bei 44,1 kHz Abtastrate vor. Auch wenn für beide Codierungen heute vornehmlich Delta-Sigma-Analog-Digital-Umsetzer verwendet werden, unterscheiden sich beide Verfahren grundsätzlich in der Art der Signalverarbeitung. Das bei der Analog-Digital-Umsetzung erforderliche Antialiasing-Filter – es kann insbesondere bei der verhältnismäßig niedrigen Abtastrate der Audio-CD zum filter ringing effect (engl. für Filterklingeln) führen – kann bei den wesentlich höheren Abtastraten der Delta-Sigma-Modulation wesentlich weniger störend ausgelegt werden. Auch kann bei Einsatz der üblichen Delta-Sigma-Umsetzer bei der Analog-Digital-Wandlung auf Dezimierungsfilter und bei der Digital-Analog-Wandlung im Endgerät auf Interpolationsfilter verzichtet werden.
Vermutungen aus dem High-End-Sektor, DSD sei dem PCM-Format grundsätzlich überlegen, ließen sich bisher nicht belegen. Die klanglichen Eigenschaften der SACD sind auch mit PCM-Technik zu realisieren, wenn man die für die Dynamik bestimmende Auflösung und die für den Frequenzbereich entscheidende Samplingfrequenz entsprechend erhöht, beispielsweise auf 24 Bit bei 176,4 kHz.
Vergleicht man das zugrundeliegende Verfahren der Puls-Code-Modulation mit dem des Delta-Sigma-Modulators (herkömmlicher Delta-Sigma-Analog-Digital-Wandler), besteht der einzige Unterschied im Fehlen des Abtastratenwandlers (Downsampling) am Ausgang des Delta-Sigma-Modulators: Im DSD-Format wird das Audiosignal mit geringer Wortbreite (1 Bit) und einer hohen Abtastrate gespeichert. Die Bandbegrenzung, die auch die höherfrequenten Rauschanteile unterdrückt, ist bei herkömmlichen Delta-Sigma-Analog-Digital-Umsetzern (mit PCM-Ausgang) mittels digitalen Filters unmittelbar nach dem Delta-Sigma-Modulator bei der Abtastratenwandlung integriert, während sie bei der DSD-Technik erst später, nämlich bei der Audiowiedergabe, vorgenommen wird.
Ähnlich wie beim MLP-Verfahren der DVD-Audio kommt auch bei SACD ein verlustfrei arbeitender Kompressionsalgorithmus zum Einsatz. Vor dem Fertigstellen des SACD-Images kann das unkomprimierte DSD-Audiomaterial in das komprimierte Format DST (Direct Stream Transfer) umgewandelt werden. Für die Zweikanalspur der SACD ist dieser Schritt optional, die Mehrkanalspuren müssen zwingend in das Format DST umgewandelt werden. Es existieren SACDs, bei denen der Zweikanalton im DSD-Format (5,6 MBit/s) und der Mehrkanalton im DST-Format (bei sechs Kanälen 16,9 MBit/s) gespeichert sind. Die Kompressionsrate – und damit die mögliche maximale Spielzeit – ist vom Audiomaterial abhängig. Rein rechnerisch liegt die maximale Spielzeit bei etwa 110 Minuten (Single Layer und Hybrid-Disc) bzw. ca. 200 Minuten (Double Layer). (2,8224 MHz, ein Bit pro Kanal, ergibt in Stereo 5,6 Mbit/s oder 700 kByte/s, Single Layer (SL) SACD 4,7 GByte bzw. Double Layer (DL) SACD 8,5 GByte = SL 110 Minuten bzw. DL 200 Minuten).

### Mehrkanalton
Im Gegensatz zur Audio-CD mit maximal zwei Tonspuren (Stereo) unterstützt die SACD Mehrkanalton (Raumklang) mit bis zu sechs Kanälen. Sie kann diesen – wie die DVD-Audio – hochauflösend und verlustfrei speichern. Kompressionsverfahren wie beispielsweise Dolby Digital oder DTS, die zum Beispiel bei der DVD-Video zum Einsatz kommen, beherrschen dies erst in den später eingeführten und nur auf Blu-ray Disc und HD DVD eingesetzten Varianten Dolby TrueHD und DTS-HD Master Audio. 
Die Mehrkanaltonspur auf der SACD ist optional: Viele SACDs enthalten lediglich eine hochauflösende Stereospur, nutzen die Mehrkanaloption also nicht.
Es gibt einige SACD-Spieler, die lediglich Stereo-SACDs, nicht aber Mehrkanal-SACDs abspielen können.

### Kopierschutz
Abgesehen vom bei Hybrid-SACDs zusätzlich vorhandenen CD-Layer, der genau wie jede Audio-CD problemlos abspiel- und kopierbar ist, sind die hochauflösenden Inhalte einer SACD durch einen Kopierschutz vor der unerwünschten Verbreitung geschützt.
Das Kopierschutzverfahren der SACD ist äußerst effektiv. Es besteht aus mehreren Schutzebenen: Pit Signal Processing (PSP) ist ein digitales, unsichtbares Wasserzeichen, das die Authentizität der SACD sicherstellt. Dabei wird bei den Gruben (Pits), in denen die Daten codiert sind, nicht nur wie bei der DVD die Länge ausgewertet, sondern auch die Breite, in der das Wasserzeichen codiert ist. PSP kann nur im Masteringprozess erstellt werden.
Die Lead-In-Area einer SACD ist verschlüsselt und kann ausschließlich von einem Hardwarebaustein in SACD-Playern dekodiert werden. Außerdem sind die Audiodaten per Content Scrambling kodiert, und ein Teil des zum Dekodieren benötigten Schlüssels befindet sich auch hier in der SACD-Hardware. Beide Maßnahmen verhindern, dass SACDs auf Standard-DVD-ROM-Laufwerken ausgelesen werden können. Optional kann durch PSP ein sichtbares Wasserzeichen auf der Datenseite eingefügt werden.
Um ein Auslesen des Digitalstroms und damit eine Umgehung des Kopierschutzes zu verhindern, geben Abspielgeräte die auf einer SACD gespeicherten Audiosignale nur analog aus oder, bei Vorhandensein eines entsprechenden Ausgangs, verschlüsselt über HDMI.

## Geschichte und Marktsituation
Das Super-Audio-CD-Format wurde 1999 eingeführt. Die Spezifikation dazu namens Scarlet Book stammte von Philips. Den Verbrauchern versprach man eine verbesserte Klangqualität. Die Musikverleger, die zu dieser durch die einfache Kopierbarkeit von CDs mittels PCs ihr Geschäftsmodell bedroht sahen, sahen in ihr aber vor allem den Vorteil eines wirksamen Kopierschutzes.
Sowohl Abspielgeräte als auch die Datenträger waren anfangs sehr hochpreisig positioniert, weswegen das Medium den Massenmarkt nicht erreichte. Die Verfügbarkeit günstigerer Geräte viele Jahre nach der Markteinführung änderte daran nichts mehr. 
Am stärksten hat sich die SACD in typisch audiophilen Musikgenres verbreitet, insbesondere Klassik, aber auch Jazz und Gesang. Labels wie ARS Produktion, Audimax, Audite, BIS, Chandos, Cybele, EMI, Farao, Hänssler Classic, Harmonia Mundi, Hyperion, MDG, Musicaphon, Pentatone, Tacet und anderen waren und sind dort aktiv. Populärmusik wurde vorwiegend in den ersten Jahren nach Markteinführung auf SACD gebracht; ihr Anteil am Angebot nahm aber schnell ab.
Abspielgeräte gab und gibt es von Sony, Marantz, Pioneer, Yamaha, T+A sowie Denon, teilweise in Form von dedizierten SACD-Spielern, teilweise als Zusatzfunktion in Blu-ray-Spielern oder in Spielekonsolen. Die größte Verbreitung erlangte das Format im Jahre 2005, wobei die Umsätze nie 0,3 % des Marktes für physische Datenträger überschritten haben. Seitdem (Stand 2013) sinkt der Umsatz, jedoch langsamer als der insgesamt stark schrumpfende Markt für physische Datenträger.

## Hörtests
Laut Werbeaussagen von Sony/Philips soll aufgrund der erheblich besseren technischen Parameter die SACD bereits bei Stereowiedergabe besser klingen als eine konventionelle Audio-CD – eine hochwertige Aufnahme sowie eine sehr hochwertige Stereoanlage vorausgesetzt. Dies konnte jedoch nicht objektiv bestätigt werden.